# Корнеев, Александр Сергеевич
Александр Сергеевич Корнеев (17 марта 1951, Ленинград — 7 мая 2014, Санкт-Петербург) — советский и российский спортсмен, тренер по дзюдо. Заслуженный тренер СССР.

## Биография
Родился 17 марта 1951 года в Ленинграде.
С конца 1960-х выступал на соревнованиях по дзюдо, выполнил норматив на звание Мастера спорта СССР. В 1972 году окончил Ленинградский кораблестроительный институт, однако затем работал инструктором Ленинградского горкома ВЛКСМ (1972—1973), заведующим лабораторией Института физической культуры имени П. Ф. Лесгафта (1973—1978), старшим преподавателем Ленинградского кораблестроительного института (1978—1983).
Окончил Институт физической культуры имени П. Ф. Лесгафта в 1989 году, тогда же был удостоен звания Заслуженного тренера СССР и степени кандидата педагогических наук.
С 1983 года — старший тренер Школы высшего спортивного мастерства Ленинграда. Также был тренером сборной СССР по дзюдо (1985—1992). В 1994—1995 гг. — заместитель председателя Спортивного комитета Санкт-Петербурга.
С 1997 года — тренер Школы высшего спортивного мастерства и старший тренер сборной России по дзюдо.
Среди его учеников — заслуженные мастера спорта - бронзовые призёры Олимпийских игр Елена Петрова и Теа Донгузашвили, мастер спорта международного класса Елена Бесова.
Обладал шестым даном Международной федерации дзюдо. Был членом Академии проблем безопасности, обороны и правопорядка (2003).
Скончался 7 мая 2014 года в Санкт-Петербурге. Похоронен на Серафимовском кладбище.